# Hyponeuma griseata
Hyponeuma griseata là một loài bướm đêm trong họ Noctuidae.